# Raven-Symoné
Raven-Symoné Christina Pearman (Atlanta (Georgia), 10 december 1985) is een Amerikaans actrice en zangeres.

## Carrière

### Televisie en film
Raven was als baby al in advertenties te zien. Toen ze drie jaar oud was, deed ze voor het eerst auditie voor een film. Ze wilde een rol in de film Ghost Dad. Ze was te jong voor de film, maar werd wel aangeraden bij The Cosby Show. In februari 1989 kreeg ze de rol van Olivia in deze televisieserie.
De serie werd stopgezet in 1992. Het duurde niet lang voordat Raven opnieuw een rol kreeg in een televisieserie. Van 1993 tot en met 1997 was ze te zien in de sitcom Hangin' with Mr. Cooper.
Raven had ook rollen in veel films. Zo was ze te zien in The Little Rascals (1994), Dr. Dolittle (1998) en in Zenon: Girl of the 21st Century (1999).
In 2003 kreeg ze haar eigen show bij Disney Channel: That's So Raven. De serie werd een van de meest succesvolle televisieseries die Disney Channel ooit gekend heeft. De serie kreeg in 2005 een nominatie voor een Emmy Award en werd in 2007 na 100 afleveringen stopgezet. Vanaf 2017 is er een spin off te zien op Disney Channel, namelijk: Raven's Home.

### Muziek
Raven kreeg ook al op jonge leeftijd een carrière in de muziek. In 1993 bracht ze haar eerste album, Here's to New Dreams, uit. Haar single That's What Little Girls Are Made Of kreeg zelfs een plaats in de Billboard Hot 100. Toch werd haar eerste album geen groot succes.
Op 4 mei 1999 werd haar tweede album, Undeniable, uitgebracht. Hieruit werd alleen het liedje With a Child's Heart ook commercieel uitgebracht.
In 2003 kreeg Raven een contract bij Hollywood Records. Alyson Michalka en Hilary Duff hebben hier ook een contract. This Is My Time is haar derde album en werd uitgebracht op 21 september 2004. Dit was, tot nu toe, haar succesvolste album.
Op 29 april 2008 bracht ze haar vierde studioalbum uit, Raven-Symoné. Daaruit werden de nummers Double Dutch Bus, een cover, en Shorts Like Me als singles uitgebracht.

## Persoonlijk
Op 2 augustus 2013 kwam Raven via haar Twitter-account uit de kast als lesbienne en liet zij weten tevreden te zijn met de legalisering van het homohuwelijk in verschillende staten in de VS.

## Filmografie

### Televisie

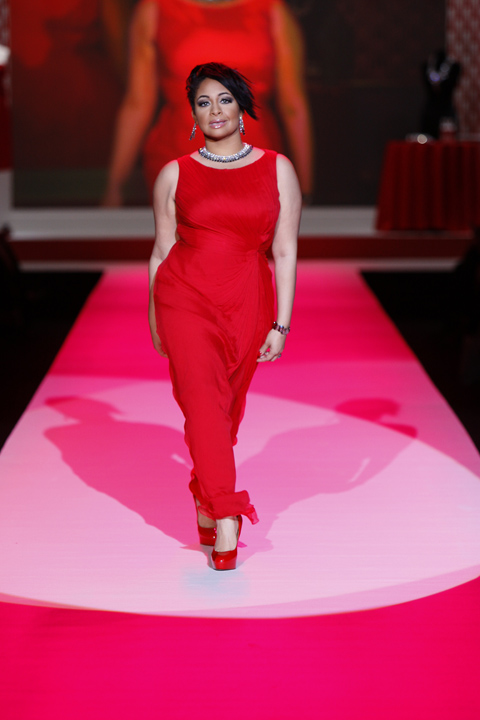
Raven-Symoné in februari 2010.

- Bibliothèque nationale de France: cb150377692 (data)
- Gemeinsame Normdatei: 135482801
- International Standard Name Identifier: 0000 0003 6837 4175
- Library of Congress Control Number: no98038141
- MusicBrainz: cb606c37-f715-40d4-b525-f5b67b6911c9
- SNAC: w6gf9mt8
- Système universitaire de documentation: 162171110
- Virtual International Authority File: 66084800
- WorldCat: E39PBJd89dQtCQv9xCghBTbcfq